# وليام مابوثر
وليام مابوثر (بالإنجليزية: William Mapother)‏ هو ممثل أمريكي، ولد في 17 أبريل 1965 بلويفيل في الولايات المتحدة.

## أعمال

### أفلام
- (1999) ماغنوليا
- (2000) مهمة مستحيلة 2[3]
- (2000) بالكاد مشهور[4]
- (2001) سماء الفانيلا[5]
- (2001) في غرفة النوم
- (2002) تقرير الأقلية[6]
- (2004) الحقد[7]
- (2005) أسياد دوغتاون[8]
- (2006) مركز التجارة العالمي[9]
- (2009) التفكك النهائي
- (2012) ستاتيك
- (2013) جوبز
- (2015) بلاك هات

### مسلسلات
- الدجاجة الآلية
- الضياع
- ذا منتاليست
- رجال ماد
- عقول إجرامية
- كاسل
- ماكجايفر
- هاواي فايف أو

## وصلات خارجية
- وليام مابوثر على موقع IMDb (الإنجليزية)
- وليام مابوثر على موقع روتن توميتوز (الإنجليزية)
- وليام مابوثر على موقع ألو سيني (الفرنسية)
- وليام مابوثر على موقع ميوزك برينز (الإنجليزية)
- وليام مابوثر على موقع أول موفي (الإنجليزية)
- وليام مابوثر على موقع قاعدة بيانات الأفلام السويدية (السويدية)
- وليام مابوثر على موقع إن إن دي بي (الإنجليزية)
- وليام مابوثر على موقع قاعدة بيانات الفيلم (الإنجليزية)
- وليام مابوثر على موقع كينوبويسك (الروسية)